# Diamond Tower
La Diamond Tower es un rascacielos con la construcción parada, localizándose en la ciudad de Yeda, Arabia Saudita. Mediría 432 metros de altura y contaría con 93 plantas, destinadas a apartamentos de lujo. Su construcción comenzó en 2011. 
Si su construcción finaliza se prevé que sea el 2º rascacielos más alto de Arabia Saudita y el más alto de Yeda.

## Diseño
El diseño del rascacielos es innovador, tendrá una forma de espiral. En la parte superior habrá una cabeza de cristal con forma de diamante. 